# 上海市杨浦区中心医院
上海市杨浦区中心医院又稱同济大学附属杨浦医院，是中華人民共和國上海市楊浦區的一家醫院，該醫院由总院（腾越路450号）、安图分部（延吉东路200号）、中原分院（开鲁路500号）和传染病分院（松花江路3号）組成。
醫院前身是1948年成立的上海第二劳工医院。1954年，圣心医院并入，1956年升格为三级医院，1958年改为二级医院。後來又成為三級醫院。2014年10月31日，成立于1994年12月的安图医院并入杨浦区中心医院，成为杨浦区中心医院安图分部。

## 外部連結
- 官方网站